# Индже войвода
 Тази статия е за хайдутина.  За селото вижте Индже войвода (село).  
Стоян, наречен Индже войвода, и Стоян Волентир е един от най-прославените български хайдути.

## Спорове за родното място
Според някои автори (Боев, 1956) родното село на Индже е Доганджа (днес на територията на Турция, близо до българското село Капитан Андреево). Според друга версия, описана в „Индже еничарина“ (2006 г.) от Денис Гийо, Стоян е родом от селата северно от Бакаджика. Съществуват и фолклорни предания, че е от Сливен. Според последните проучвания на доцент Милю Петров и Янка Велкова Милчева (1939 – 2011) Стоян Индже войвода е роден в с. Попово (Папазкьой), община Болярово, от малък останал сирак, майка му се омъжва повторно в Сливен, за това се смята, че той е роден в Сливен. На седемгодишна възраст е даден от втория си баща в школата за еничари в Цариград, където получава прозвището си заради фигурата си и големите си способности на боец. Включен е във формирование за изтребване на разбойници. По пътя към България убива турския военен ръководител и е избран за главатар.Знаменосец му е бил Кара Кольо Омарчалията. Индже се е отличавал с големи организаторски заложби и смелост. 

## Биография
Истинското му име е Стоян. Получава прякора си Индже (от турски: ince, тънък) вероятно по времето когато е кърджалийски главатар на дружина в Стара планина, по време на безредиците в Османската империя от края на 18 век и началото на 19 век.

### Според фолклора
Според фолклора  дружината му действала в широк ареал от Котел и Жеравна до Странджа. Изворите обаче не потвърждават, че Индже е бил чак такава централна фигура. Името му не фигурира сред списъка със 150 крупни османски главатари, регистрирани от османската документация в края на 18 и началото на 19 век. Съществува предание, че през 1810 Индже взима участие в така нар. Странджанска буна, с цел освобождение на България. 

### Исторически факти
През 1799 година Индже е сред помощниците на големия кърджалийски главатар Кара Фейзи. Последният завзема Лозенград и околностите му с армия от 500-600 конници, сред която са и Индже и хората му. Малко след това Кара Фейзи напада керваните, връщащи се от Сливенския панаир, разбива охраняващата ги армия, заграбва огромна плячка, оценявана на 3 милиона гроша, след което се оттегля на север от Стара планина. По това време водена от Индже банда опожарява Калофер.Историците  определят като недостоверно фолклорното предание за участието му в т.нар Странджанска буна, чиито замисъл бил извоюването на автономия за българите.  Около преданията за т.нар. Странджанска буна има множество исторически неточности (например че основни участници в нея не са кърджалийските главатари, а  янинът Али Молла Исаоуглу; годината не е 1810, а 1803; факийското предание на Балчо Нейков най-вероятно отразява участие на странджански българи в Гръцката завера (1821-1828) и пр.).
Все пак колкото и неточни да са преданията, то Индже воевода наистина претърпява катарзис. През  1806 г.се отказва от кърджалийските набези и емигрира в Молдова. Тук става арнаутин в гвардията на молдовските князе През 1821 постъпва в армията на Александър Ипсиланти. Взема участие във въстатнието като хилядник, подпомаган от  Кара Кольо.    По това време е наричан капитан Индже и Стоян волентир. Първоначалният замисъл е Ипсиланти да подпомогне Гръцкото въстание (1821-1829). Скоро между Испиланти и румънският воевода Теодор Владимеруску избухват разногласия. В същото време турският аскер нахлува в Тракия и хетеристката армия трябва да се спасява с бягство в Трансилвания. Индже избира геройската смърт пред бягството Той загива на 17 юни в 1821 в битката при Скулени (Секулени), при р. Прут

## Семейство
В Молдова се жени за жена на име Екатерина и има дъщеря от нея

## Памет
На Индже войвода е наречена улица в кварталите „Разсадник-Коньовица“ и „Илинден“ в София (Карта).
За Индже войвода има различни предания и за него са създадени много народни песни, представящи го като закрилник на българите. Образът на войводата вдъхновява Йордан Йовков за разказа му „Индже“ (1926) от цикъла „Старопланински легенди“.

### В литературата
- Повестта „Кърджалията“ на А.С. Пушкин, 1834 г.
- Разказът „Индже“ на Йордан Йовков, 1926 г.[6]
- Романът „Индже Войвода“ на Константин Петканов, 1935 г.
- Сборникът „Песни за Индже войвода“, съставител Тодор Моллов[7]
- Сборникът „Народни песни за Индже войвода“, съставен от Милю Петров
- Стихотворението „Индже“ на Петя Дубарова[8]
- Повестта „Индже“ от Ема Йончева
- „Индже еничарина“ от Денис Гийо

В театъра
- Театралната постановка "Как Инджето не стана цар", по текст и под постановката на проф. Пламен Марков, 2018 г.